# Країна мрій (видавництво)
«Країна Мрій» — книжкова видавнича група, створена у 2005 році як український підрозділ російського видавництва ЕКСМО (ТОВ «ТД „Ексмо-Україна“»), яка спеціалізувалася на дитячій художній літературі. Існувала з 2005 до 2014 року. Була одним із лідером книговидавництва України.

## Історія
Видавництво «Країна Мрій» (частина ТОВ «ТД „Ексмо-Україна“») створене у 2005 році Ярославом Мариновичем як український підрозділ російської компанії «Ексмо».
У 2010 році Ярослав Маринович анонсував об'єднання компанією Логос-транс активів двох книжкових мереж в Україні «Читай город» (яким на той час володіло «Ексмо») та «Книжковий супермаркет», яким до 2009 року володів і керував Костянтин Клімашенко.[джерело?] У 2014 році українські партнери вирішили розірвати зв'язки з московським керівництвом «Ексмо-АСТ».
У 2012 році «ЕКСМО», зі слів президента Асоціації українських видавців і книгорозповсюджувачів Олександра Афоніна, придбало мережу книгарень «Буква» у збанкрутілої польської компанії Empik.
Купівля мережі «Буква»
Навесні 2012 року польська компанія «Empik» (мережа магазинів «Буква»), яка спеціалізувалась на продажі книжок перестала платити постачальникам, які у свою чергу подали близько десяти позовів до Господарського суду Києва. «Букву» придбала компанія Логос-Транс, яка на той час уже керувала магазинами брендів «Книжковий супермаркет» і «Читай-город» російської «Ексмо». Товарні залишки постачальникам, перед якими залишалась заборгованість, також повернуто не було. Працівники «Букви» підтверджували, що підпорядковуються вже не «Empik» а «Ексмо». Однак на офіційному рівні «Ексмо» ще навесні 2013 року заперечувала факт купівлі і заявляла, що були лише плани, які не реалізувались. Восени 2013 року «Буква» подала позов про банкрутство до Господарського суду Києва. Її інтереси в суді представляли юристи «Логос-транс». Компанія заявила в суді про сумарну заборгованість близько 100 млн гривень. Так за оцінкою Олександра Красовицького керівника видавництва «Фоліо», якому компанія заборгувала 200 тис. гривень, заявлена «Буквою» сума у 100 млн не адекватна об'ємам українського ринку і скоріш за все суттєво завищена за рахунок фіктивних боргів. 13 червня 2013 року працівники київського УБЕЗ та прокуратури провели обшук в офісі компанії Логос-транс. 2014 року російське «Ексмо» продало свою долю у ВАТ Логос-транс. У вересні 2014 року Логос-транс ініціювала банкрутство. Загальний розмір боргових зобов'язань складав 27,8 млн грн. Кредитори вважають, що банкрутство «кероване» й ініційоване з метою не платити борги. Клімашенко анонсував, що керувати колишніми активами Логос-трансу буде ВАТ Компанія ОСМА (засновниця Оксана Зеленська, директор Дмитро Висовень).
До 2014 року керівництво ЕКСМО займало відносно нейтральну ідеологічну позицію щодо українського ринку книговидавництва та суверенітету України. Проте, ще до Революції гідності намагалося просувати на ринок антиукраїнську книжкову продукцію.
У 2014 році після анексії Криму та початком війни України проти Росією, видавництво Країна Мрій припинило стосунки із материнською структурою через антиукраїнські настрої.